# 桑布岛

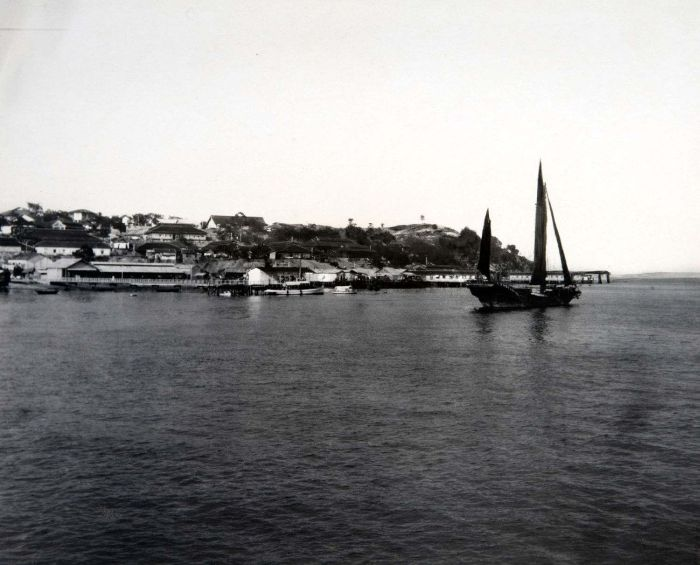
桑布在1928年的景象

桑布（印尼語: Pulau Sambu
，英語 : Poeloe Sanboe，又稱普勞桑布）是印度尼西亚廖岛省的一个小岛，位于巴淡岛的西北面。

## 外部連結
- 桑布島 （页面存档备份，存于）在寂寞星球的頁面 ( 英語 )